# Тумановский сельсовет (Солонешенский район)
Тумановский сельсовет — муниципальное образование со статусом сельского поселения и административно-территориальное образование в Солонешенском районе Алтайского края России. Административный центр — село Туманово.

## Демография
По результатам Всероссийской переписи населения 2010 года, численность населения муниципального образования составила 817 человек, в том числе 398 мужчин и 419 женщин. Оценка Росстата на 1 января 2012 года — 776 человек.

## Населённые пункты
В состав сельского поселения входит 4 населённых пункта:
- село Барсуково,
- село Матвеевка,
- село Новая Жизнь,
- село Туманово.